# IS-1 (samolot)
IS-1 (ros. ИС-1, skrót od Истребитель складной – „składany myśliwiec”) – radziecki doświadczalny samolot myśliwski z okresu II wojny światowej

## Historia
W latach trzydziestych w ZSRR trwały prace nad zwiększeniem prędkości lotu samolotów myśliwskich. Prowadzono m.in. eksperymenty nad zachowaniem samolotów dwupłatowych po usunięciu jednego z płatów. W doświadczeniach tych uczestniczył także pilot doświadczalny Władimir Szewczenko, który oblatywał dwupłatowy samolot I-4 z usuniętym jednym płatem. W czasie tych prób stwierdzono, że prędkość samolotu zwiększyła się, ale wzrosła także prędkość lądowania. Wtedy to wpadł na pomysł zbudowania samolotu dwupłatowego ze składanymi w locie skrzydłami dolnymi, który charakteryzowałby się dużą prędkością w locie jako jednopłatowiec i małą prędkością lądowania jako dwupłatowiec.
Pracę nad takim samolotem rozpoczęto w Instytucie Naukowo-Badawczym Radzieckich Sił Powietrznych, jego konstruktorem był Wasylij Nikitin a pomagał mu pomysłodawca Władimir Szewczenko. W 1938 roku był gotowy projekt takiego samolotu (oparto go na konstrukcji samolotu myśliwskiego I-153) a pod koniec 1939 gotowy był prototyp, który oznaczono jako IS-1 (nazwa powstała jako skrót od pierwszych liter wyrazów istriebitiel składnoj).
W pierwszej połowie 1940 roku badano w tunelu aerodynamicznym Instytutu Hydro-Aerodynamicznym (CAGI), a w lipcu 1940 roku został oblatany jako dwupłatowiec, a w sierpniu po raz pierwszy dokonano udanej próby złożenia dolnego płata w locie.
Oprócz tego prototypu zbudowano jeszcze dwa inne: w 1940 roku IS-2 z silnikiem gwiazdowym, 14-cylindrowym M-88 o mocy 1100 KM (810 kW) i w 1941 roku IS-4 z silnikiem rzędowym, 12-cylindrowym AM-37 o mocy 1400 KM (1030 kW).
Jednak z powodu skomplikowania konstrukcji i uzyskania niezadowalających efektów w 1942 roku zaniechano dalszych prób na samolotem.

## Użycie
Samolot IS-1 i jego wersje były używane wyłącznie do prób.

## Konstrukcja
Samolot IS-1 był jednomiejscowym dwupłatem o konstrukcji mieszanej. Podwozie klasyczne wciągane w locie.
Samolot miał konstrukcję zbliżoną do samolotu I-153, z tego samolotu został przejęty kadłub.
Dolny płat natomiast miał dwa przeguby i za pomocą układu dźwigni składany był w kierunku kadłuba. Do tego płatu umocowano podwozie wciągane w locie. Po wystartowaniu pilot składał najpierw podwozie w kierunku kadłuba, a następnie płat dolny wraz z wciągniętym podwoziem do góry w ten sposób, że część wewnętrzna płata przylegała po złożeniu do kadłuba w pozycji pionowej, część zewnętrzna zaś do wnęk w górnym płacie. Składanie dolnego płata odbywało się za pomocą cylindrów pneumatycznych, zasilanych z pokładowej instalacji sprężonego powietrza.